# Ana Emilia Lahitte
Ana Emilia Lahitte (La Plata, 12 dicembre 1921 – La Plata, 10 luglio 2013) è stata una poetessa, scrittrice e giornalista argentina.
Le sue opere comprendono molti generi, ma soprattutto poesia.

## Opere
- 1993 "El tiempo, ese desierto demasiado extendido".
- 1995 "Cinco Poetas capitales: Ballina, Castillo, Mux, Oteriño y Preler".
- 1997 "Summa (1947-1997)". Publicación de su obra completa, homenaje de la Municipalidad de La Plata.
- 2003 "Insurrecciones".
- "Los abismos".
- "El cuerpo".
- "Cielos y otros tiempos".
- "Sueños sin eco".
- "Los dioses oscuros.
- "Roberto Themis Speroni"

## Premi
- 1980 Piuma di Argento, PEN Club.
- 1982 Puma de Oro, Fundación Argentina para la Poesía.
- 1983 Primer Premio Nacional de Poesía.
- 1994 Premio Konex, diploma di merito.
- 1997 Premio di Letteratura "Homero Manzi".
- 1999 Premio di Poesia "Esteban Echeverría". .
- 2002 "Gran Premio de Honor" e "Puma de Oro", Fundación Argentina para la Poesía.
- 2005 Premio "Sol del Macla", MACLA.